# 家父の気がかり
「家父の気がかり」（かふのきがかり、Die Sorge des Hausvaters）は、フランツ・カフカの短編小説。1917年執筆。1919年『自衛』誌に掲載され、1920年に作品集『田舎医者』に収められた。虫とも動物ともつかない奇妙な生き物「オドラデク」をめぐるごく短い作品。

## 内容
この作品は「オドラデク」に対する語り手の思案を描いている。「オドラデク」の名前は一説によるとスラヴ語であり、また別の説によればスラヴ語の影響を受けたドイツ語であるという。その形は、一見すると平たい星型の糸巻きのようで、実際その周りには古い糸が巻き付いている。そして星型の中央から棒が突き出ていて、さらにその棒と直角に小さな棒が付いている。オドラデクはこの棒と星型の突起のひとつを足にして立っているのである。オドラデクは神出鬼没で、家の中のあちこちで現れ、そうかと思うと何ヶ月も姿を見せなかったりする。名前を尋ねてみると「オドラデク」だと言い、住処を尋ねると「わからない」と答える。そうしてかさこそと笑い声を立てる。語り手は自分が死んだあと、孫子の代にまでこのオドラデクが生きているのかと考え、複雑な気持ちを抱く。

## 影響
室井光広の芥川賞受賞作『おどるでく』（1994年）は「オドラデク」をモチーフの一つとしている。

## 日本語訳
収録されている書籍名を記す。
- 池内紀訳 『カフカ短編集』 岩波文庫、1987年※
- 池内紀訳 『カフカ小説全集 変身ほか』 白水社、2001年
- 池内紀訳 『カフカ・コレクション 断食芸人』 白水Uブックス、2006年 - 新書判
- 浅井健二郎訳 『カフカ・セレクションⅢ』 ちくま文庫、2008年
- 『決定版 カフカ短編集』 頭木弘樹編、新潮文庫、2024年※

※は電子書籍も刊